# Lophostemon
Lophostemon es un género con cuatro especies de árboles perennes de la familia  Myrtaceae. Son nativos de Australia y Nueva Guinea. El género es una creación relativamente reciente, ya que anteriormente estaba clasificado en Tristania.
Es árbol más conocido es L. confertus que es familiar a las personas que viven en la costa este de Australia, donde son conocidos popularmente como "caja de cepillo". Se ha colocado como planta ornamental en las  calles de las ciudades, aunque tiene el inconveniente de crecer hasta los 30 metros de altura y necesita grandes podas para evitar la ruptura de las líneas eléctricas.

## Especies
- Lophostemon confertus
- Lophostemon grandiflorus
- Lophostemon lactifluus
- Lophostemon suaveolens